# Jackie Collins
Pour les articles homonymes, voir Collins.
Jacqueline Jill « Jackie » Collins, née le 4 octobre 1937 à Hampstead (Londres) et morte le 19 septembre 2015  à Beverly Hills, est une actrice et romancière britanno-américaine. Elle est la sœur de l'actrice et romancière britanno-américaine Joan Collins. Elle a vendu près de 500 millions de livres.
Elle épouse Wallace Austin en 1960 ; ils divorcent 1964. Elle épouse ensuite l'imprésario et producteur Oscar Lerman en 1965.

## Jackie Collins: Bibliographie
Par ordre chronologique :
- The World is full of Married Men (Le monde est plein d'hommes mariés) (1968)
- The Stud (1969)
- Sinners (Les Dépravés) (publié précédemment sous le titre "Sunday Simmons & Charlie Brick") (1971)
- The Love Killers (publié précédemment sous le titre "Lovehead") (1974)
- The World is full of Divorced Women (1975)
- Lovers and Gamblers (1977)
- The Bitch (1979)
- Chances (1981) (Le grand boss)
- Hollywood Wives (Les Dessous d'Hollywood) (1983)
- Lucky (1985)
- Hollywood Husbands (Les Amants de Beverly Hills) (1986)
- Rock Star (1988)
- Lady Boss (1990)
- American Star (Ne dis jamais Jamais) (1993)
- Hollywood Kids (Les Enfants Oubliés) (1994)
- Vendetta : Lucky's Revenge (Vendetta : la revanche de Lucky)  (1996)
- Thrill ! (Frissons) (1998)
- L.A. Connections (Hollywood Connections) (1998) - publié en quatre volumes :
  - Power
  - Obsession
  - Murder
  - Revenge
- Dangerous Kiss (1999)
- Lethal Seduction (2000)
- Hollywood Wives : the new generation (2001)
- Deadly Embrace (2002)
- Hollywood Divorces (Le Voile des Illusions) (2003)
- Lovers and Players (L'Héritière des Diamond) (2006)
- Drop Dead Beautiful (2007)
- Married Lovers (2008)
- Poor Little Bitch Girl (2009)
- Goddess of Vengeance (2011)
- The Power Trip (2012)
- Confessions of a Wild Child (2013)
- The Santangelos : the final chapter (2014)

Sous catégories :
Saga Lucky Santangelo :
- Chances (Le grand boss) (1981)
- Lucky (1985)
- Lady Boss (1990)
- Vendetta : Lucky's Revenge (Vendetta : la revanche de Lucky) (1996)
- Dangerous Kiss (1999)
- Drop Dead Beautiful (2007)
- Poor Little Bitch Girl (2009) - Lucky n'a qu'un rôle secondaire dans ce roman, qui n'est pas considéré comme faisant partie de la Saga Santangelo.

- Goddess of Vengeance (2011)
- Confessions of a Wild Child (2013)
- The Santangelos : the final chapter (2014)

Trilogie Madison Castelli :
- L.A. Connections (1998)
- Lethal Seduction (2000)
- Deadly Embrace (2002)

Dilogie Fontaine Khaled :
- The Stud (1969)
- The Bitch (1979)

Série Hollywood :
Contrairement aux trois sous-catégories ci-dessus, les romans de cette série peuvent être lus indépendamment les uns des autres et n'ont pas de personnages récurrents.
- Hollywood Wives (1983)
- Hollywood Husbands (1986)
- Hollywood Kids (1994)
- Hollywood Wives : the new generation (2001)
- Hollywood Divorces (2003)

Contrairement aux trois autres sous-catégories, les romans de cette série peuvent être lus indépendamment les uns des autres et dressent chacun une galerie de nouveaux personnages.
Il y a toutefois quelques personnages récurrents dans la série : 
- Michael Scorsinni est un personnage principal de Hollywood Kids et de The New Generation.
- Sadie LaSalle et Montana Gray, deux des Hollywood Wives, réapparaissent ensuite dans un rôle mineur : Sadie dans Husbands et Montana dans The New Generation.

Divers :
- The Lucky Santangelo Cookbook (2014)

## Adaptations cinématographiques
- 1978 : Le Bel Étalon (The Stud) de Quentin Masters
- 1979 : Cette p... de fille de joie (The Bitch) de Gerry O'Hara
- 1979 : 'Le monde est plein d'hommes mariés (The World Is Full of Married Men) de Robert William Young
- 1985 : Les Dessous d'Hollywood (Hollywood Wives), mini-série de Robert Day
- 1990 : Poker d'amour à Las Vegas (Lucky Chances), mini-série de Buzz Kulik